# Михайлов, Николай Матвеевич
Николай Матвеевич Михайлов (19 декабря 1902 г., Майкоп — 30 ноября 1965 г., Москва) — советский военачальник, генерал-майор (17.11.1943), Герой Советского Союза (28.04.1945).

## Биография

### Молодость
Родился 19 декабря 1902 года в городе Майкопе (ныне Республика Адыгея) в семье рабочего. Русский. Окончил 7 классов. С 1909 года жил с отцом в Грозном. Окончил начальную школу. С 1913 года батрачил, с 1915 года работал подручным слесаря в железнодорожном депо станции Грозный. Одновременно с декабря 1917 по апрель 1918 года состоял в красногвардейской рабочей дружине, участвовал в Стодневных боях. После занятия Грозного деникинской армией ему пришлось скрываться и переделывать документы.

### Гражданская война и межвоенное время
В Красной Армии с апреля 1920 года, вступил в неё добровольцем после занятия Грозного красными. Участник Гражданской войны. Служил красноармейцем при особом отделе ВЧК 28-й стрелковой дивизии 11-й армии, с июня в той же дивизии был сотрудником особого отделения ВЧК (Шуша, Ленкорань). С октября 1920 — сотрудник особого отделения 1-й Московской кавалерийской дивизии. Член ВКП(б) с 1921 года.
С июня 1921 года — уполномоченный в особом отделении 120-й стрелковой дивизии Кавказской армии (Эривань). Участвовал в военных действиях против дашнаков в Зангезуре. С апреля 1924 года — уполномоченный особого отделения 3-й стрелковой дивизии Кавказской армии (Ленинакан). В июле 1924 года переведён в пограничные войска, направлен в 39-й Ленкоранский пограничный отряд войск ОГПУ, там служил уполномоченным комендатуры и помощником начальника пограничной заставы по строевой части. С июня 1926 по сентябрь 1930 года служил в 43-м Геоктапинском погранотряде войск ОГПУ уполномоченным и помощником коменданта пограничного участка. Затем был направлен на учёбу.
В 1932 году окончил 3-ю Школу пограничной охраны и войск ОГПУ в Москве. Продолжил службу в 43-м Геоктапинском погранотряде комендантом участка. С июля 1933 года исполнял должность помощника начальника по секретной оперативной части 44-го Ленкоранского пограничного отряда войск НКВД. С декабря 1935 года капитан Н. М. Михайлов служил в 3-й пограничной школе связи НКВД имени В. Р. Менжинского (с апреля 1937 — Московское военное училище связи пограничной и внутренней охраны НКВД им. В. Менжинского) старшим руководителем оперативно-тактического цикла. С ноября 1938 по ноябрь 1939 года майор Н. М. Михайлов был старшим уполномоченным оперативно-разведывательного отдела Главного управления пограничных войск НКВД СССР.
Участник советско-финской войны. Всю войну майор Михайлов прошёл заместителем командира 2-го пограничного полка в 9-й армии. Полк действовал на кандалакшском направлении. За отличия в боях награждён медалью. В боевой аттестации отмечено: 

«отлично справился с задачей обеспечения полка сведениями, необходимыми для организации боевых действий. Лично командуя разведотрядами, добывал ценные сведения о противнике… Достаточно энергичен, сообразителен, решителен, быстро ориентируется в обстановке, обладает достаточной силой воли».— Сиджах Х. И. Твои Герои, Адыгея: очерки о Героях Советского Союза. — Майкоп: Адыгейское республиканское кн. изд-во, 2005. — С. 137—141. — 416 с. — 1000 экз. — ISBN ISBN 5-7608-0459-6.
После окончания боевых действий вернулся в Главное управление пограничных войск НКВД СССР, где весной 1940 года назначен старшим оперуполномоченным 3-го отделения 2-го отдела Разведывательного управления. Также в 1941 году окончил вечернее отделение Военной академии РККА имени М. В. Фрунзе.

### Великая Отечественная война
После начала Великой Отечественной войны в июле 1941 года подполковник Н. М. Михайлов назначен на должность командира 917-го стрелкового полка 249-й стрелковой дивизии (полк и дивизия формировались из личного состава пограничных войск в Загорске). В августе дивизия передана в 31-ю армию Резервного фронта и до 7 октября 1941 года вела оборонительные бои в районе города Осташков. С 7 октября в составе 22-й армии Западного фронта, с 19 октября — в составе Калининского фронта участвовал в Вяземской и в Калининской оборонительных операциях битвы за Москву. В ноябре 1941 года Н. М. Михайлов назначен исполняющим должность начальника штаба этой дивизии и в декабре 1941 года в составе 4-й ударной армии Северо-Западного фронта отличился в ходе Торопецко-Холмской наступательной операции. В ней дивизия овладела городами Андреаполь и Торопец.
С марта 1942 года формировал 403-ю стрелковую дивизию в Среднеазиатском военном округе (Самарканд). В мае дивизия прибыла в Московский военный округ (Ярославская область) и была расформирована, а Михайлов назначен командиром 78-й стрелковой дивизии (начала формирование в Костроме). Шёл во главе этой дивизии по дорогам войны свыше трёх лет. В июле дивизия прибыла в 30-ю армию Калининского фронта и 30 июля вступила в бой в ходе начавшейся в этот день Первой Ржевско-Сычёвской операции. Но при попытках прорыва немецкой обороны под городом Ржев у деревни Ханино за первые три дня боёв дивизия потеряла до половины личного состава. Затем продолжала действовать в обороне на подступах к Ржеву, входя в состав 30-й, 49-й и 5-й армий (с 31 августа — на Западном фронте). В декабре 1942 года дивизия была выведена на доукомплектование.
Но уже в январе 1943 года дивизию передали в состав 1-й гвардейской армии Юго-Западного фронта, где она участвовала в Ворошиловградской наступательной операции. С конца февраля она в составе 3-й гвардейской армии участвовала в Харьковской оборонительной операции, а после её завершения находилась в обороне на левом берегу реки Северский Донец (в районе Привольное). В июле 1943 года дивизия проводила частную наступательную операцию по захвату плацдарма на реке Северский Донец, сумела форсировать реку в районе Привольнянки, но захваченный плацдарм после нескольких дней тяжелых боёв по приказу командования был оставлен — его небольшая площадь не давала возможности использовать его для будущего наступления. С конца августа дивизия наступала в Донбасской наступательной операции. В сентябре дивизию передали в 33-й стрелковый корпус 8-й гвардейской армии Юго-Западного фронта. 20 сентября её части подошли к главной оборонительной полосе под городом Запорожье, а к 14 октября в составе армии завершила штурм города. За отличия в битве за Днепр и освобождение города Запорожье дивизии 14 октября 1943 года было присвоено почётное наименование «Запорожская», а командиру вскоре присвоено воинское звание генерал-майор.
В ноябре части дивизии в составе 46-й армии вели бои на правом берегу Днепра в районе села Фёдоровка, обеспечивая переправу через Днепр войск 3-го Украинского фронта, затем её вывели в резерв фронта. С января 1944 года дивизия входила в 35-й гвардейский стрелковый корпус в 5-й гвардейской, в 7-й гвардейской и в 27-й армиях 2-го Украинского фронта. Она участвовала в Кировоградской и Уманско-Ботошанской наступательных операциях, в отражении попытки немецкого контрудара у города Тыргу-Фрумос в апреле-мае 1944 года, в Ясско-Кишинёвской, Бухарестко-Арадской, Дебреценской и Будапештской наступательных операциях. В этих сражениях дивизия генерала Михайлова отличилась при освобождении городов Яссы, Фокшаны (Румыния), Дебрецен и Мишкольц (Венгрия). Умело организовал действия частей дивизии в освобождении Будапешта и разгроме будапештской группировки противника в феврале 1945 года.
В конце февраля 1945 года дивизия передана в состав 27-й армии 3-го Украинского фронта.
Командир 78-й стрелковой дивизии (35-й гвардейский стрелковый корпус, 27-я армия, 3-й Украинский фронт) генерал-майор Николай Матвеевич Михайлов проявил исключительную стойкость и личную отвагу в Балатонской оборонительной операции. С утра 6 марта 1945 года дивизия отбивала непрерывные атаки немецких войск. Особо яростные бои развернулись 10 и 11 марта, когда немецкое командование перенесло в полосу обороны дивизии направление своего главного удара. С утра 10 марта на правый фланг дивизии обрушился удар 70 танков, до 20 бронетранспортёров и до двух полков пехоты. Практически одновременно центр боевых порядков дивизии атаковали до 30 танков, 10 бронетранспортёров и полк пехоты. За день бойцы отбили 8 немецких атак. Ещё более тяжело пришлось 12 и 13 марта, когда, введя в бой против 78-й стрелковой дивизии силы до 150 танков и до 60 бронетранспортёров, немцы непрерывно атаковали в разных местах обороны, пытаясь найти слабый участок. В эти дни было отбито 13 атак. Бойцы исключительно стойко держали оборону. Командир дивизии непрерывно маневрировал своими силами, успевая реагировать на каждое изменение обстановки, умело организовывал огонь приданных артиллерийских частей. Немцы смогли на ряде пунктов потеснить дивизию на второй и на тыловой рубежи обороны, но прорвать её фронт так и не сумели. За время операции силами 78-й стрелковой дивизии уничтожено 89 танков, 30 бронетранспортёров, 7 артиллерийских орудий, 16 миномётов, 60 пулемётов, 48 автомашин и 2650 солдат и офицеров.
Указом Президиума Верховного Совета СССР от 28 апреля 1945 года за образцовое выполнение боевых заданий командования на фронте борьбы с немецкими захватчиками и проявленные при этом отвагу и геройство генерал-майору Николаю Матвеевичу Михайлову было присвоено звание Герой Советского Союза с вручением ордена Ленина и медали «Золотая Звезда» (№ 4969).
В этом жестоком сражении дивизия сохранила свою боеспособность и в середине марта 1945 года сама перешла в наступление в Венской наступательной операции. 78-я стрелковая дивизия прошла с боями всю Западную Венгрию, пересекла границу Австрии и овладела несколькими населёнными пунктами. 15 апреля 1945 года она ворвалась в укреплённый город Фюрстенфельд и освободила его. После взятия города Фюрстенберг (южнее Вены) 16 апреля 1945 года Н. М. Михайлов проводил рекогносцировку и его «виллис» внезапно попал под пулемётный огонь врага. Генерал был ранен в обе ноги, но сумел отползти в сторону от шоссе и из автомата вёл огонь по врагу, пока не потерял сознание от потери крови. Только вечером его удалось вынести с поля боя. В медсанбате 78-й стрелковой дивизии врачам пришлось ампутировать генералу левую ногу.

### После войны

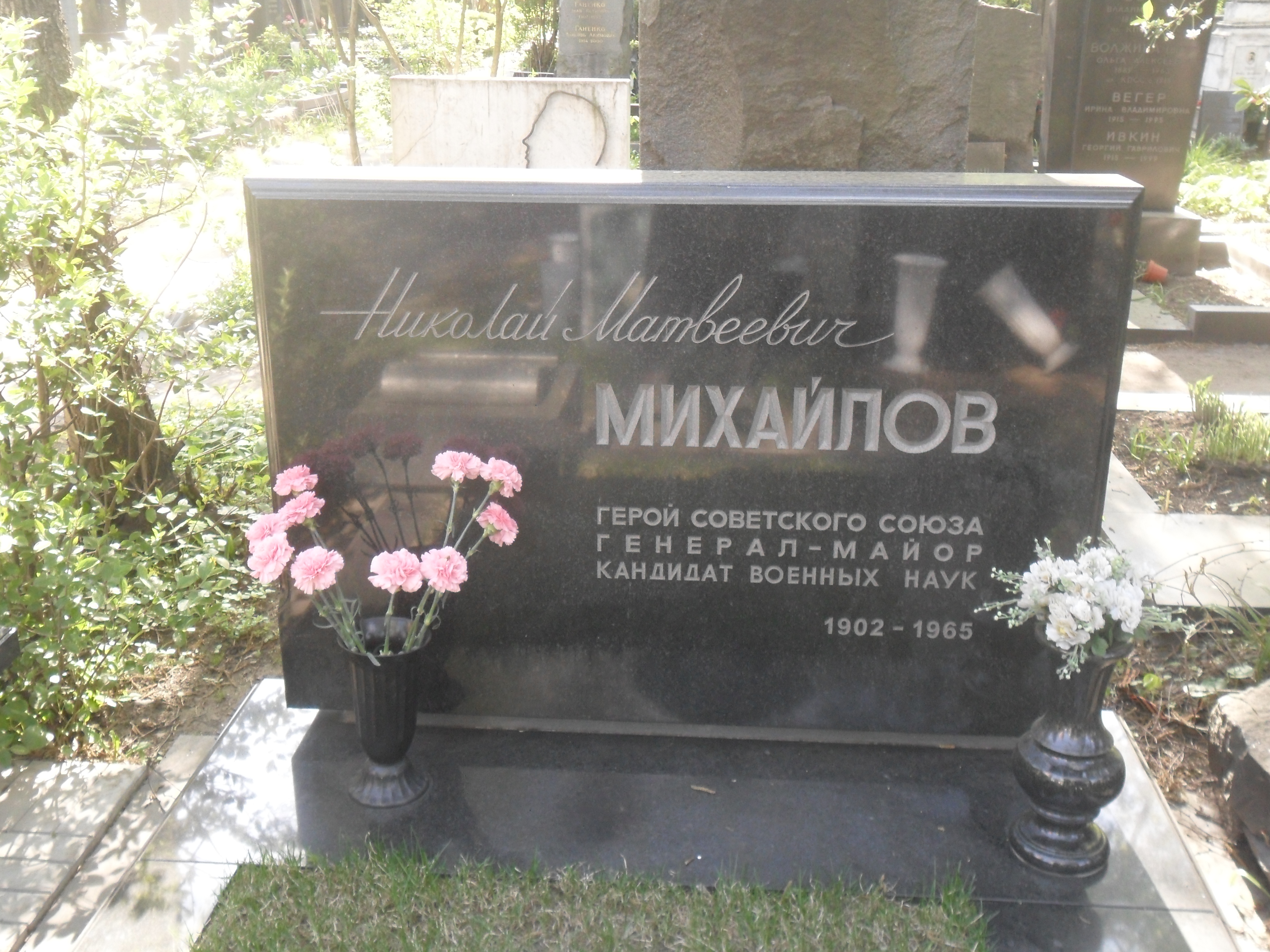
Могила Михайлова на Новодевичьем кладбище Москвы.

Из госпиталя вернулся в строй только в октябре 1946 года. С ноября 1946 года служил старшим преподавателем кафедры военной истории Высшей военной академии имени К. Е. Ворошилова. Приказом военного министра СССР от 25 июня 1949 году ему были присвоены права окончившего эту академию и вручен диплом об её окончании. В июле 1953 года там же защитил кандидатскую диссертацию, кандидат военных наук. С сентября 1956 года находился в распоряжении Министра обороны СССР, в июне 1957 года был прикомандирован к этой академии для научно-исследовательской работы. В октябре 1958 года уволен в отставку по болезни.
Жил в Москве. Умер 30 ноября 1965 года от последствий фронтовых ранений. Похоронен в Москве на Новодевичьем кладбище.

## Награды
- Медаль «Золотая Звезда» Героя Советского Союза (28.04.1945, медаль № 4969)[1][8]
- Два ордена Ленина (21.02.1945[9][10], 28.04.1945[11])
- Четыре ордена Красного Знамени (31.01.1942[12], 22.10.1943[13], 3.11.1944[14], …)
- Орден Суворова II степени (13.09.1944[15][16])
- Орден Богдана Хмельницкого II степени (19.02.1944[17][18])
- Орден Отечественной войны I степени (19.04.1944[19])
- Медаль «За боевые заслуги» (14.04.1940)
- Медаль «За оборону Москвы»[20]
- Медаль «За победу над Германией в Великой Отечественной войне 1941—1945 гг.» (9 мая 1945[21])
- Юбилейная медаль «Двадцать лет Победы в Великой Отечественной войне 1941—1945 гг.» (7 мая 1965[22])
- Медаль «20 лет РККА» (1938[23])
- Медаль «30 лет Советской Армии и Флота» (1948)
- Юбилейная медаль «40 лет Вооружённых Сил СССР» (1958)
- Знак «Почётный работник ВЧК-ОГПУ-НКВД» (29.08.1936)
- Именное оружие — пистолет Коровина (1931)
- Орден Заслуг Венгерской Народной Республики III степени

## Память
- Имя Героя высечено золотыми буквами в зале Славы Центрального музея Великой Отечественной войны в Парке Победы города Москвы.
- На могиле (Новодевичье кладбище, Москва) установлен надгробный памятник[24].
- Его именем названы улицы в городах Запорожье (Украина) и Майкоп (Адыгея).
- В городе Майкоп есть микрорайон «Михайлово», названный в его честь.[25]
- В Луганской области в г. Кременное есть посёлок имени генерала Михайлова (78-я стрелковая дивизия форсировала реку Северский Донец в районе Привольнянки)[26].